# Majid Michel
 (septembre 2019).
Si vous disposez d'ouvrages ou d'articles de référence ou si vous connaissez des sites web de qualité traitant du thème abordé ici, merci de compléter l'article en donnant les références utiles à sa vérifiabilité et en les liant à la section « Notes et références ».
Mijad Michel né le 22 septembre 1980 à Cantonments, à Accra est un acteur ghanéen. Il a reçu des nominations pour le meilleur acteur dans un rôle principal aux Africa Movie Academy Awards en 2009, 2010, 2011, 2012, 2014 et 2017. Il a finalement remporté le prix en 2012 après trois nominations précédentes consécutives,.

## Biographie

### Jeunesse
Majid Michel est né à Cantonments, une banlieue de la capitale ghanéenne, Accra. Fils d'un père libanais et d'une mère ghanéenne, il a grandi à Accra avec ses neuf frères et sœurs. Il a fréquenté l'école primaire St. Theresa, et plus tard l' école Mfantsipim School (en), l'alma mater de Van Vicker et l'ancien secrétaire général des Nations unies, Kofi Annan. À l'école secondaire, Michel était activement impliqué dans le théâtre et était membre du club de théâtre de l'école. En tant que membre du club de théâtre, il a reçu le prix du meilleur acteur lors d'une de leurs représentations le jour de l'émancipation à Cape Coast, au Ghana,.

### Vie personnelle
Majid Michel est marié et a trois enfants. Le 19 novembre 2015, il a révélé que sa femme depuis 10 ans était responsable de son succès. Et il ne fait référence qu'à Dieu avant elle. Il a renouvelé ses vœux de mariage la même année,.

### Religion
Majid Michel est un chrétien né de nouveau,. Le 4 octobre 2016, il était ministre invité dans une église locale où il a partagé le mot et a délivré le peuple à la délivrance. S'adressant à Joy FM au Ghana, Majid a décrit sa nouvelle vie spirituelle comme « authentique et inspirée par sa compréhension de la Bible ». Le 1er avril 2017, il a expliqué que sa relation raffinée avec Dieu lui avait coûté certains de ses amis. Il est allé plus loin en déclarant que ses amis actuels sont déterminés uniquement par la vision de Dieu.  Dans un sermon célébrant Pâques en 2017, Majid a résumé l'essence même de la cristallisation du Christ: renverser le racisme, la haine, l'envie, la jalousie, l'orgueil, la guerre et les pouvoirs démoniaques avec une simple vie remplie de grâce. En octobre 2017, Majid a déclaré qu'il avait été utilisé par Dieu pour accomplir des miracles sur des personnes. Lors de la masturbation, Majid a décrit l'acte comme un péché envers Dieu. Il est allé plus loin en déclarant qu'il était inévitable de se livrer à l'acte au moins une fois dans sa vie. Il a également révélé qu’il avait déjà été victime dans sa jeunesse mais qu’il encourageait les jeunes à s’abstenir.  Au cours d'un débat sur les réseaux sociaux avec Freeze, Majid s'est opposé à la position de Freeze sur la dîme. Majid a soutenu que la dîme n'était pas une doctrine de l'Ancien Testament.  Plutôt, il était d'avis que la dîme devrait être donnée à l'église pour aider les pauvres.

### Carrière
Majid Michel est entré professionnel en auditionnant pour une agence de mannequins; un voisin l'avait présenté à cette agence. Il a été invité à rejoindre l'agence de mannequins, Super Model Agency, à l'initiative de son voisin d'à côté. Il a joué dans la série télévisée Things We Do for Love et a obtenu son surnom de "Shaker" sur le plateau. Son rôle dans Things We Do for Love devait être joué par un garçon libanais, et Michel attribue ce rôle en raison de son héritage libanais. Dans une interview accordée à Star FM Ghana en 2017 , Majid a expliqué qu'il n'avait pas obtenu le rôle du premier film auditionné pour cause d'audience médiocre, décrivant sa "passion pour le métier" comme étant ce qui l'avait poussé à continuer de faire avancer le film. industrie du cinéma.
Ce que nous faisons pour l'amour est devenu un succès et l'a propulsé dans le grand public. Fort de sa performance dans la série, il joue dans son premier film, Divine Love , en tant que premier rôle masculin, aux côtés de Jackie Aygemang en tant que principal rôle féminin, avec Van Vicker dans un second rôle. Tous les trois ont utilisé leurs rôles dans le film pour faire leurs débuts dans la carrière. Divine Love a été un énorme succès, transformant Majid Michel, Jackie Agyemang et Van Vicker en noms connus du Ghana.
En 2008, Michel a joué le rôle principal dans le film Agonie du Christ , qui a reçu sept nominations aux Africa Movie Academy Awards en 2009.  En octobre 2017, Majid a révélé qu'il gagnait au moins 15 000 USD pour un rôle dans un film, il a également révélé qu'il avait gagné jusqu'à 35 000 dollars pour jouer dans un film.  En 2016, Majid a expliqué que, même s'il jouait principalement dans des rôles romantiques, il n'avait jamais eu de relation sexuelle avec une actrice.  En octobre 2017, Majid a expliqué lors d'une interview à la radio qu'en raison de ses convictions religieuses, il n'accepterait plus de jouer un personnage qui l'obligerait à s'embrasser sur le plateau.

### Percée et succès de Nollywood
Majid Michel est l’un des acteurs ghanéens qui est entré dans l’industrie cinématographique à l’époque où Frank Rajah Arase a signé un contrat avec le ghanéen Abdul Salam Mumuni de Venus Films. Le contrat impliquait essentiellement d'introduire des acteurs ghanéens dans l'industrie du film grand public de Nollywood et de leur conférer un pouvoir vedette comparable à celui d'acteurs nigérians. Parmi les films produits dans le cadre de ce contrat, figurent Michel: Crime to Christ (2007), Agony of Christ (2008), Heart of Men (2009), The Game (2010) et Who Loves Me? (2010) parmi d'autres.
Michel a fait ses débuts au Nigeria avec Nollywood dans le drame romantique Emerald de 2009 , jouant un rôle de premier plan aux côtés de Genevieve Nnaji . Alors que la performance de Majid a été saluée, ainsi que sa forte chimie à l'écran avec Nnaji, le film a été largement critiqué.  Cependant, le film Silent Scandals de 2009 a permis à Majid de se faire connaître au Nigeria;  Le film a reçu une large critique positive pour ses valeurs de production élevées et la performance de Michel, ainsi que sa forte chimie à l'écran avec Genevieve Nnaji.  Nollywood ForeverCommentaires: "Son intensité [Michel] est concentrée dans ses yeux et il l'utilise bien, il est donc compréhensible qu'il obtienne toujours des rôles dans lesquels l'amour, les femmes et leur séduction jouent un grand rôle".  même année, un autre film mettant en vedette Michel, Guilty Pleasures est sorti.  Après avoir été libérés, Guilty Pleasures a suscité des critiques généralement positives, et la performance de Michel a également été saluée.  Il a poursuivi cette tendance lucrative en 2010, où il a joué aux côtés de Geneviève Nnaji une fois de plus en Éclatant ,  un film qui a obtenu des critiques mitigées critiques.
Michel a été assez franc dans les médias quand il a commencé sa carrière au Nigéria; Dans une interview, il a avoué que lors de sa première rencontre avec Geneviève, "tout était immobile"; il était si frappé dans les étoiles qu'il lui proposa de porter son sac et d'être son assistant personnel.  Dans une autre interview, il a déclaré que Genevieve Nnaji était la meilleure kisser dans l'industrie du film.  Il a également déclaré dans une interview que Geneviève lui avait enseigné "comment agir"  et avait également laissé entendre, dans une autre interview, que le Ghana n'avait pas d'industrie du film. Tous ces facteurs, ainsi que les rôles explicites qu’il a joué dans des films, lui ont valu des controverses qui l’entouraient toujours au début de sa carrière. Fin 2010, il a été rapporté que l'acteur prenait une pause du Nigeria après avoir reçu des menaces de mort soi-disant de ses collègues nigérians, qui pensaient qu'il occupait trop d'emplois.  Pendant ce temps, il est retourné au Ghana, où il a joué dans des films tels que 4 Play (2010) et sa suite 4 Play Reloaded (2011).
En 2012, il a joué dans le film de guerre Somewhere in Africa , dans lequel il joue un tyran. Bien que le film n'ait pas été très critique, la distribution des rôles de Michel lui valut un grand succès  et il remporta pour la première fois un Africa Movie Academy Award .  Cela a relancé sa carrière une nouvelle fois au Nigéria, où il s’est depuis imposé comme une star et a été présenté dans les principaux films nigérians. En 2014, il a participé aux 30 jours mémorables à Atlanta pour lesquels il a été classé par la Coalition des cinémas nigérians au Nigéria comme l'un des plus gros grossistes du box-office de 2014.  Parmi les autres films de 2014 avec Michel, citons: Oublier Juin, qui a rencontré des critiques généralement négatives.  Il a toutefois figuré dans Knocking on Heaven's Door et Being Mrs Elliot , qui ont tous deux présenté des performances décentes, sur les plans commercial et critique.

## Filmographie
- Things We Do For Love

- Chelsea

- Agony of Christ

- Somewhere in Africa

- Shakira

- Evil Doctor's Do

- The Game

- Bursting Out

- 4 Play

- 4 Play Reloaded

- A Sting in a Tale

- 2009: Silent Scandals

- Passion of the Soul

- Crime to Christ

- Royal Battle

- Divine Love

- Gangster

- 2009 : Guilty Pleasure

- Tears of a Womanhood

- St. Michael

- Shattered Mirror

- Save the Prince

- The Beast

- Royal Madness

- Her Excellency

- Reason to Kill

- Blood of Fire

- Final Crisis

- Captain

- Under the Sky

- The Three Widows

- Professional Lady

- 2013 : House of Gold

- 2013 : Nation Under Siege

- Forgetting June

- 2014 : Matters Arising

- 2014 : Knocking on Heaven's Door

- 2014 : Being Mrs Elliot

- 2014 : 30 Days in Atlanta

- 2014 : Brother's Keeper

- 2014 : Champagne

- 2015 : Road to Yesterday avec Genevieve Nnaji and Deyemi Okanlawon

- 2015 : Bishop Jerry (Nigerian Movie)

2015 : Amuma" (Nigerian Movie)
2015 : The Department
2015 : The Mad Man I Love